# Owczy Potok (dopływ Kamiennej)
Owczy Potok (niem. Himelsgrund Floss, Himmelsgrundfloss) – strumień górski w Karkonoszach, prawy dopływ Kamiennej o długości 2,0 km. Jego źródła znajdują się na zachodnich zboczach Przedziału, na wschód od Owczych Skał. Płynie początkowo na północ, później na wschód. Uchodzi do Kamiennej powyżej Szklarskiej Poręby Górnej. Płynie po granicie i jego zwietrzelinie. Cały obszar zlewni Owczego Potoku porośnięty jest górnoreglowymi lasami świerkowymi.
W górnym biegu wzdłuż Owczego Potoku biegnie  zielony szlak turystyczny z Jakuszyc na Halę Szrenicką.
W dolnym biegu przechodzi nad nim droga z Jeleniej Góry do Harrachova.